# کرنفیلز گپ (تگزاس)
کرنفیلز گپ، تگزاس(به انگلیسی: Cranfills Gap, Texas) شهری در ایالت تگزاس از ایالات جنوبی ایالات متحده آمریکا است. در سرشماری سال ۲۰۰۰، جمعیت این شهر ۳۳۵ نفر اعلام شد.